# Maasmechelen

Maasmechelens vapen

Maasmechelens flagga

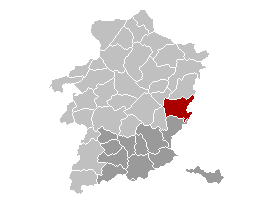
Maasmechelens läge inom provinsen Limburg

Maasmechelen är en kommun i provinsen Limburg, regionen Flandern, Belgien. Maasmechelen hade 38 481 invånare per 1 januari 2019. Kommunen består av delarna Boorsem, Eisden, Leut, Mechelen-aan-de-Maas, Meeswijk, Opgrimbie, Uikhoven och Vucht.